# Politica della Spagna
Il sistema politico spagnolo è una monarchia costituzionale.  Secondo la Costituzione spagnola del 1978, il re è il capo dello Stato e comandante in capo delle Forzlo di rappresentanza, oltre che di garante dell'unità dello Stato e della democrazia nel paese.
Il potere legislativo è attribuito a un parlamento bicamerale (Corti Generali).

## Potere legislativo
Le elezioni in Spagna determinano direttamente una legislatura a livello nazionale, le Cortes Generales, che consistono di due camere, il Congresso dei deputati (Congreso de los Diputados) e il Senato  (Senado). Il Congresso e il Senato eletti in una legislatura rimangono normalmente in carica per un massimo di quattro anni.

### Congresso dei deputati
Il Congresso ha 351 membri, eletti da ogni provincia. Il sistema di voto segue il metodo D'Hondt, proporzionale, e con liste bloccate. Mentre la Costituzione del 1978 permette una limitata flessibilità del sistema, esso non è stato modificato dal ritorno alla democrazia.
I seggi sono allocati come segue: due seggi sono assegnati ad ognuna delle 50 province, con l'eccezione di Ceuta e Melilla che eleggono un solo deputato ciascuna. Gli altri 248 seggi sono allocati in modo proporzionale alla popolazione. In pratica questo sistema rappresenta maggiormente le province più piccole, e ha come conseguenza una proporzionalità molto bassa in tutte le province tranne quelle di Madrid e Barcellona. Inoltre, sono presenti molte circoscrizioni elettorali (52), molte delle quali relativamente piccole. In questo modo si incrementa la soglia di sbarramento del 3% per ottenere dei seggi in una circoscrizione, diminuendo radicalmente la proporzionalità e favorendo i due partiti maggiori con presenze regionali concentrate, a spesa degli altri partiti.

### Senato
Il sistema per eleggere il Senato venne utilizzato per la prima volta nel 1979, e non è stato modificato. I senatori sono eletti direttamente dalle province e indirettamente dalle comunità autonome; attualmente sono presenti 266 senatori, 208 eletti direttamente e 58 indirettamente.
Nelle province viene utilizzato il sistema di bloc voting. Tutte le province peninsulari eleggono quattro senatori, le province insulari (le isole Baleari e le isole Canarie) eleggono due o tre senatori, mentre Ceuta e Melilla eleggono due senatori ciascuna. I partiti nominano tre candidati e ogni votante esprime tre voti (meno nelle circoscrizioni che eleggono un numero inferiore di senatori) indicando il candidato per nome, l'unico sistema di voto personale nelle elezioni nazionali spagnole. I risultati normali determinano l'elezione di tre senatori per il partito con il maggior numero di voti, e un senatore per il partito che giunge secondo.

## Potere esecutivo
Il potere esecutivo è nelle mani del Consiglio dei ministri (Consejo de Ministros), retto da un presidente del governo, cui il parlamento dà e toglie fiducia.

## Potere giudiziario
Il potere giudiziario è autonomo. I tribunali si suddividono in civili, penali, amministrativi e sociali (lavoro).
Un Tribunale costituzionale garantisce il rispetto delle leggi ai principi della Costituzione.
Il massimo grado giudiziario è il Tribunal supremo. La Audiencia Nacional è un tribunale unico che decide su particolari cause civili, penali o sociali previste dalla Costituzione.
Le Audiencia provincial giudicano in appello per le cause civili e in primo grado in quelle penali non espressamente delegate ad altri tribunali. Le cause civili inizialmente sono discusse da un organo monocratico: i  juzgados de primera instancia. Infine in ciascuna comunità autonoma vi è il Tribunal superior de justicia si

## Autonomie locali
La Spagna è suddivisa in 17 comunità autonome (comunidades autónomas, al singolare: comunidad autónoma) che sono ulteriormente suddivise in 50 province, più due città autonome: Ceuta e Melilla (designate ufficialmente come Plazas de Soberanía en el Norte de África).
Le comunità autonome ricevono un senatore e uno aggiuntivo ogni milione di abitanti. Possono determinare come scegliere i senatori.